# 瓦里斯堡 (紐約州)
瓦里斯堡（英語：Varysburg）是位於美國紐約州懷俄明縣的非建制地區。

## 歷史
瓦里斯堡的郵局自1841年營運至今。

## 地理
瓦里斯堡所處的海拔為高於海平面352米（即1155英呎），而該地所採用的時區為UTC-5，即北美东部时区（EST）。同時該地設有夏令時間，為UTC-5調快一小時，即UTC-4（EDT）。